# NXT In Your House (2022)
NXT Stand & Deliver war eine Wrestling-Veranstaltung der WWE, die auf dem WWE Network und dem Streaming-Portal Peacock ausgestrahlt wurde. Sie fand am 4. Juni 2022 im Capitol Wrestling Center in Orlando, Florida, Vereinigte Staaten statt. Dies war die dritte Austragung eines NXT-Events, welches nicht unter den Namen NXT TakeOver lief.

## Hintergrund
Im Vorfeld der Veranstaltung wurden sechs Matches angekündigt.
Diese resultierten aus den Storylines, die in den Wochen vor NXT In Your House bei NXT, der wöchentlich auf dem WWE Network ausgestrahlten Show der Entwicklungs-Liga der WWE gezeigt wurden.

## Ergebnisse
| Matchart                                                |                                                  |      |                                                                     | Zeit  |
| ------------------------------------------------------- | ------------------------------------------------ | ---- | ------------------------------------------------------------------- | ----- |
| Six-Man-Tag-Team-Match                                  | Tony D’Angelo, Stacks und Two Dimes              | bes. | Legado Del Fantasma Santos Escobar, Joaquin Wilde und Cruz Del Toro | 12:45 |
| Tag-Team-Match um die NXT Women’s Tag Team Championship | Toxic Attraction Gigi Dolin und Jacy Jayne (C)   | bes. | Katana Chance und Kayden Carter                                     | 9:04  |
| Singles-Match um die NXT North American Championship    | Carmelo Hayes                                    | bes. | Cameron Grimes (C)                                                  | 15:31 |
| Tag-Team-Match um die NXT Women’s Championship          | Mandy Rose (C)                                   | bes. | Wendy Choo                                                          | 11:10 |
| Tag-Team-Match um die NXT Tag Team Championship         | The Creed Brothers Brutus Creed und Julius Creed | bes. | Pretty Deadly Kit Wilson und Elton Prince (C)                       | 15:18 |
| Singles-Match um die NXT Championship                   | Bron Breakker (C)                                | bes. | Joe Gacy                                                            | 15:49 |

| Funktion      | Name              |
| ------------- | ----------------- |
| Kommentatoren | Wade Barrett      |
| Kommentatoren | Vic Joseph        |
| Pre-Show      | McKenzie Mitchell |
| Pre-Show      | Sam Roberts       |